# Tabanus superjumentarius
Tabanus superjumentarius är en tvåvingeart som beskrevs av Whitney 1879. Tabanus superjumentarius ingår i släktet Tabanus och familjen bromsar. Inga underarter finns listade i Catalogue of Life.